# エドワード・バーン＝ジョーンズ

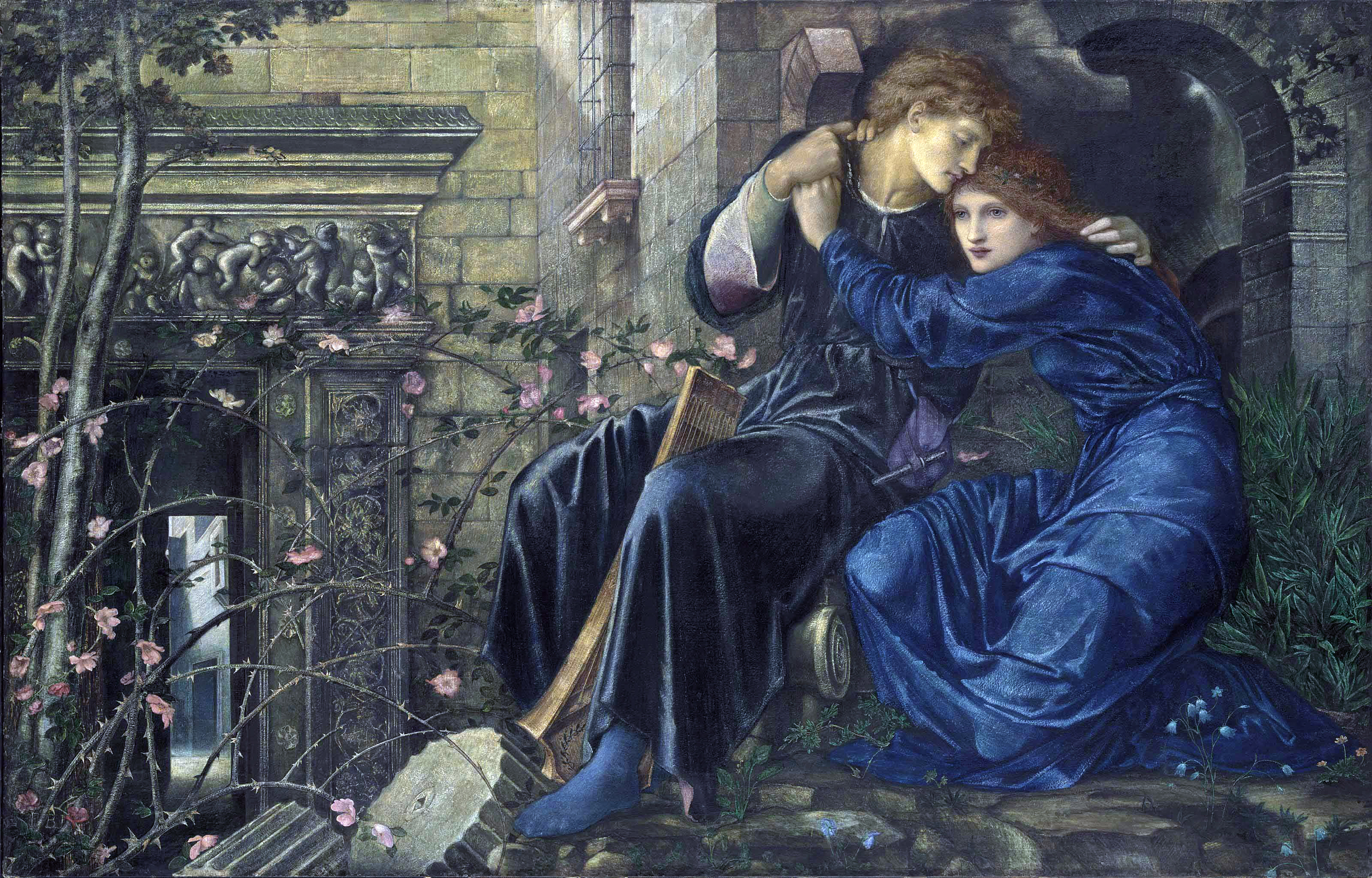
『廃墟のなかの恋Love Among the Ruins 』

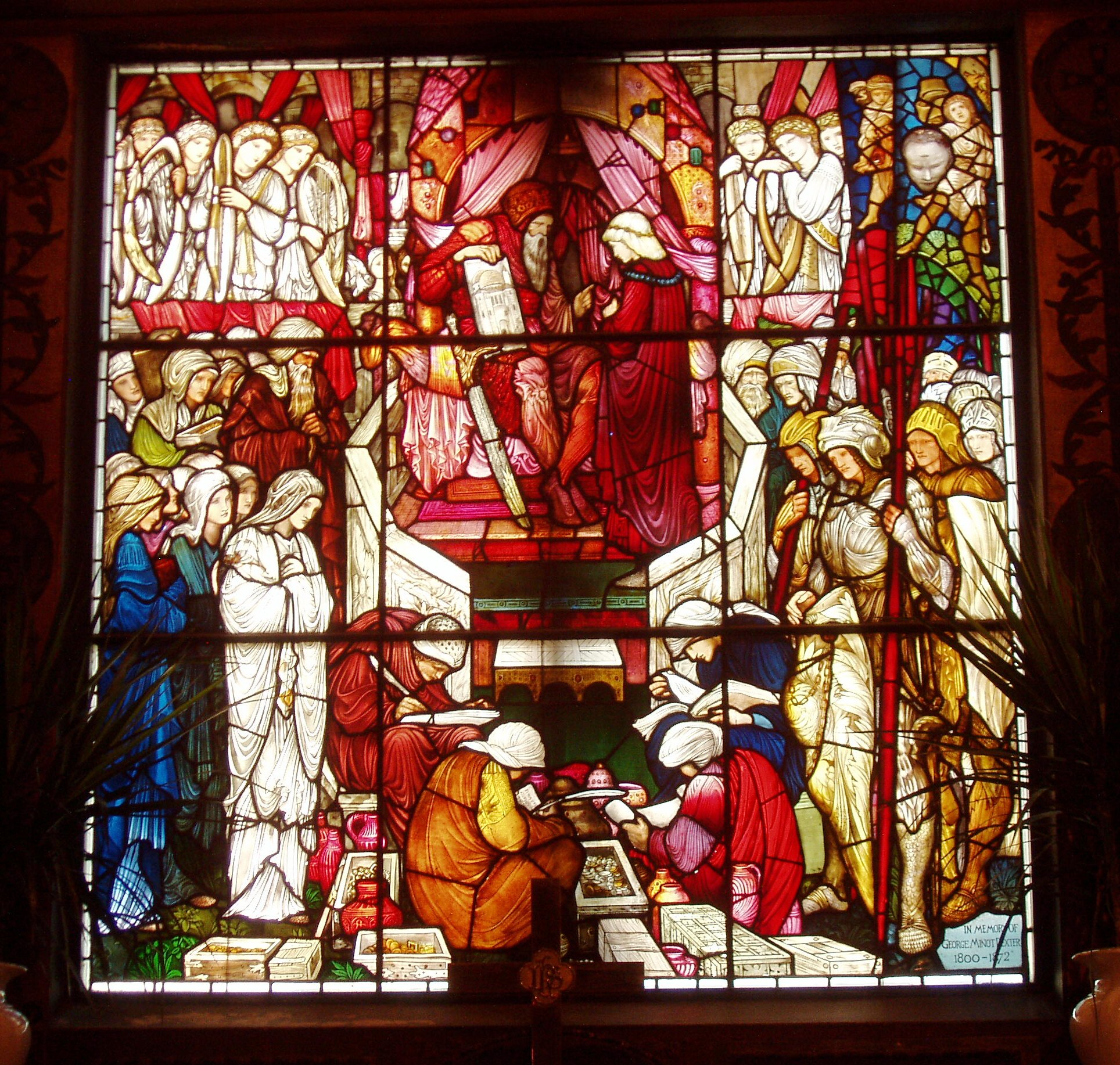
ウィリアム・モリスとの共作のステンドグラス『David's Charge to Solomon』（1882年）マサチューセッツ州ボストンにあるトリニティー教会

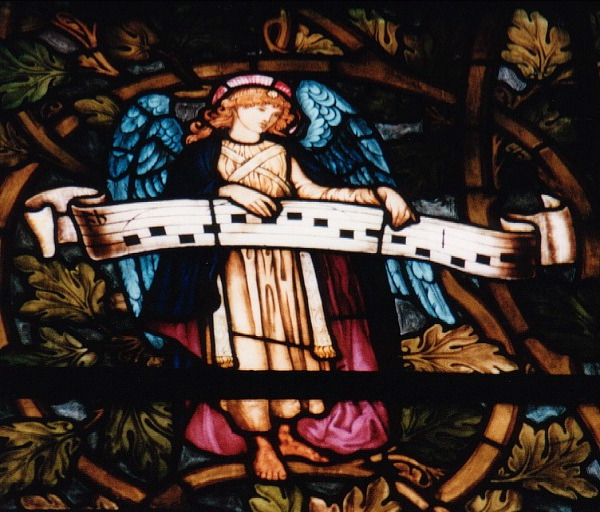
ウィリアム・モリスとの共作の精細装飾（1882年）トリニティ教会の『Worship of the Shepherds』を描いた窓

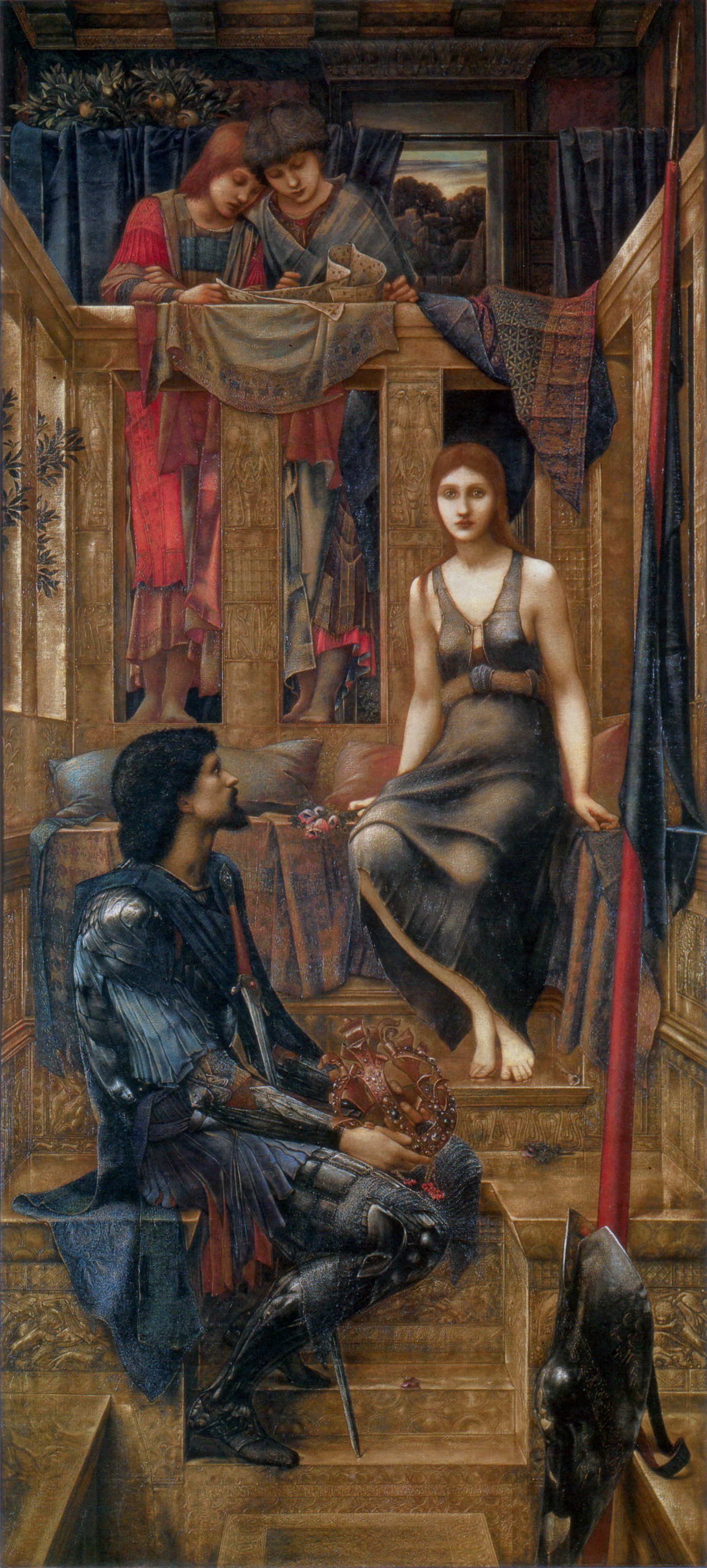
『コフェチュア王と乞食娘King Cophetua and the Beggar Maid 』（1884年）現在ロンドン・テート・ギャラリーにて展示

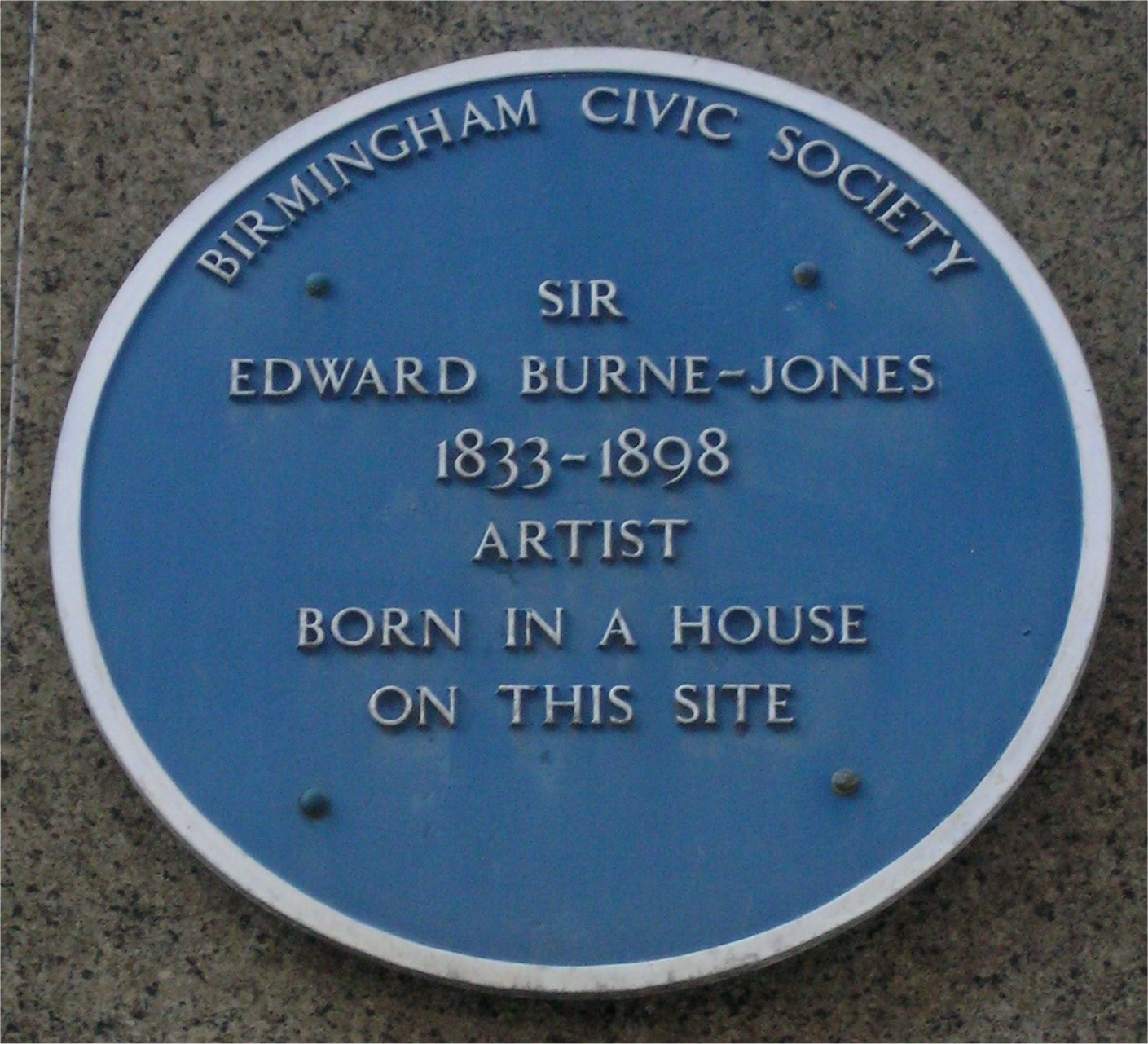
バーミンガム、ベネッツ・ヒルのブルー・プラーク

初代准男爵、サー・エドワード・コーリー・バーン＝ジョーンズ（Sir Edward Coley Burne-Jones, 1st Baronet, 1833年8月28日 - 1898年6月17日）は、イギリスの美術家。ラファエル前派と密接な関係を持つデザイナーで、ラファエル前派をイギリス画壇の主流に押し上げた。同時に、自身も数々の精巧で美しい芸術作品を作り上げた。フィリップ・バーン＝ジョーンズの父である。

## 作品と生涯
バーン＝ジョーンズはバーミンガムのベネッツ・ヒルで、めっき師の息子として生まれた。彼の生家には、その誕生を祝うブルー・プラークが掲げられている。彼が生まれて6日と経たないうちに母親が亡くなり、父親と冷淡な家政婦によって育てられた。バーミンガムのキング・エドワード6世グラマースクールに通い、1848年から1852さらにオックスフォード大学エクスター・カレッジで神学を学ぶ。オックスフォード大学では、ウィリアム・モリスと友人になり、ジョン・ラスキンに感化された。同じ頃、その後の彼の人生に大きな影響を与えることになる、トマス・マロリーの『アーサー王の死』と出会った。
それからバーン＝ジョーンズはダンテ・ゲイブリエル・ロセッティの下で学ぶことになるが、彼特有のスタイルを発展させたのは、むしろラスキンたちとのイタリア旅行に依るものが大きい。彼は聖職者になるつもりだったが、モリスの影響で美術家、デザイナーになることに決めた。結局学位を得ることなくオックスフォード大学を卒業。彼はイギリスのステンドグラス美術の伝統の復活に打ち込むようになった。彼のステンドグラス作品には、フィリップ・ウェッブが設計したカンブリア州ブランプトンのセント・マーティン教会の窓などがある。
1856年、バーン＝ジョーンズは、マクドナルド姉妹の次女ジョージアナ・マクドナルド（1840年 - 1920年）と婚約した。彼女は画家になる勉強をしていて、バーン＝ジョーンズの妹とは昔からの学友であった。1860年に二人は結婚したが、以後も彼女は木版画を描き、ジョージ・エリオットとは大の親友になった（マクドナルド姉妹の三女はサー・エドワード・ポインターと結婚。四女は製鉄業者アルフレッド・ボールドウィンと結婚し、首相となるスタンリー・ボールドウィンを生む。さらに長女はラドヤード・キップリングの母親。つまり、キプリングとスタンリー・ボールドウィンはバーン＝ジョーンズの甥にあたる）。
1867年、バーン＝ジョーンズ夫妻はロンドンのフラムに居を構えた。1870年代のほとんど、バーン＝ジョーンズは展覧会を開かなかった。バーン＝ジョーンズはモデルであったギリシア人マリア・ザンバコと不倫関係になり妻の元を去っており、そのために新聞紙上で批判されていたからである。二人の関係は彼女の公衆の面前での自殺未遂で幕を閉じた。同じ時期にウィリアム・モリスの妻ジェーン・モリスはダンテ・ゲイブリエル・ロセッティと恋仲になっており、ジョージアナとモリスは次第に友情関係を深めていった。結局バーン＝ジョーンズ夫妻もモリス夫妻も別れることはなかったが、ジョージアナとモリスは生涯近しい友人として交際していた。
1877年、グロウブナー・ギャラリー（ロイヤル・アカデミーの新たな敵）で、『欺かれるマーリンThe Beguiling of Merlin 』を含む、8点の油彩画の展示を承知させられた。絶好のタイミングだった。彼は新しい耽美主義の先駆者およびスターとして取り上げられることになった。
絵画同様、彼はセラミックスのタイル、ジュエリー、タペストリーなどの様々な工芸品も制作した。他にも本の挿絵（1896年のチョーサーの本、ケルムスコット・プレス刊）、舞台衣裳などを手懸けた。
1880年、バーン＝ジョーンズはサセックスのブライトン近郊にある、ロッティンディーンのプロスペクト・ハウスを購入し、別荘とした。さらに、ノース・エンド・ハウス（フラムの本宅がノース・エンド・ロードにあることから命名）建設のため、隣のオーブリー・コテージも手に入れた（数年後の1923年、ロイター社長のサー・ロデリック・ジョーンズと、劇作家で小説家のその妻エニッド・バグノルドは、地続きのゴシック・ハウスと一緒にこの別荘を所有し、バグノルドの戯曲『The Chalk Garden』（映画化された時の邦題は「ドーバーの青い花」）を着想させ、また舞台となった）。
オックスフォード大学から、1881年に名誉学位を授与、さらに1883年には、特待校友となった。1885年、バーミンガム芸術家協会の会長に就任。1894年にはナイトに叙せられた。1896年、友人のモリスの死に精神的打撃を受け、バーン＝ジョーンズ自身の健康も徐々に悪化し続けた。そのまま回復することなく、1898年6月17日、永眠。6日後、プリンス・オブ・ウェールズの仲介で、ウェストミンスター寺院で葬儀が執り行われた。芸術家がそのような光栄に浴したのは初めてのことだった。埋葬されたのは、家族と休日を過ごしてきたロッティンディーンの教会付属の墓地である。

## 死後
近・現代美術、抽象表現主義が主流となった美術界にあっては、バーン＝ジョーンズは久しく時代遅れなものになったが、1970年代中盤になって、作品の再評価がなされるようになり、再び称賛を得ることとなった。とくにイギリス絵画に及ぼした影響は少なくなく、1989年にロンドンのバービカン・アート・ギャラリーで開かれた大規模な展覧会の目録には詳細な記述がなされた。（たとえばジョン・クリスチャンの『The Last Romantics』1989年）。
また、1889年以降のフランスの象徴主義の中にも大きな影響を与えている。さらに、アルジャーノン・チャールズ・スウィンバーンの詩にも霊感を与えた。スウィンバーンの1886年の詩『Poems & Ballads』はバーン＝ジョーンズに捧げられている。
彼が将来を気に掛けていた息子フィリップは肖像画家として成功を収めた。溺愛した娘マーガレット（1866年 - 1953年）は、モリスの友人兼伝記作家で、1911年から1916年までオックスフォード大学で詩の教授を務めたジョン・ウィリアム・マッケイル（1850年 - 1945年）と結婚した。
バーン＝ジョーンズの工房で助手をしていたチャールズ・フェアファックス・マレーは、師亡き後も絵を続け、画家として成功したばかりでなく、後には、重要な収集家、尊敬される美術商にもなった。1903年から1907年の間、彼はバーン＝ジョーンズやラファエル前派の描いた多数の作品を市場価値よりかなりの安値でバーミンガム美術館に売却した。現在、バーミンガム美術館は世界で最も多くのバーン＝ジョーンズのコレクションを有している。その中には、1897年に美術館の委託で描かれた、巨大な水彩画『ベツレヘムの星Star of Bethlehem 』も含まれている。その絵は、その地で育った若き日のJ・R・R・トールキンに何がしかの影響を与えたであろうと信じられている。また、1890年代あたりからはじまった芸術家たちのバーミンガム派 Birmingham Group にも強い影響を及ぼした。

## ギャラリー
- エドワード・バーン＝ジョーンズとウィリアム・モリス共作の『Nativity』の窓、トリニティー教会
- エドワード・バーン＝ジョーンズとウィリアム・モリス共作の『The Worship of the Magi』の窓、トリニティー教会
- エドワード・バーン＝ジョーンズとウィリアム・モリス共作の『The Worship of the Shepherds』の窓、トリニティー教会
- バーン＝ジョーンズ作のタペストリー『The Vision of the Holy Grail』（1890年）
- エドワード・バーン＝ジョーンズ『アーサー王最後の眠り』1898年
- エドワード・バーン＝ジョーンズ作『廃墟のなかの恋Love Among the Ruins』
- エドワード・バーン＝ジョーンズとウィリアム・モリス共作のステンドグラス『David's Charge to Solomon』（1882年）マサチューセッツ州ボストンにあるトリニティー教会
- エドワード・バーン＝ジョーンズとウィリアム・モリス共作の精細装飾（1882年）トリニティ教会の『Worship of the Shepherds』を描いた窓
- エドワード・バーン＝ジョーンズ作『コフェチュア王と乞食娘King Cophetua and the Beggar Maid』（1884年）現在ロンドン・テート・ギャラリーにて展示
- エドワード・バーン＝ジョーンズ『グライアイとペルセウス』
- エドワード・バーン＝ジョーンズ『パンとプシュケ』
- エドワード・バーン＝ジョーンズ『赦しの樹』
- エドワード・バーン＝ジョーンズ『運命の岩』
- 連作「ピグマリオンと彫像」より『思慕』
- 連作「ピグマリオンと彫像」より『ためらう手』
- 連作「ピグマリオンと彫像」より『命を与える女神』
- 連作「ピグマリオンと彫像」より『魂の成就』

## 参照
1. ↑  Wildman, Burne-Jones, p. 42-43.
2. ↑  Daly, Pre-Raphaelites in Love, p. 249-251
3. ↑  Dictionary of National Biography (1909), "Edward Burne-Jones"
4. ↑  Newall, Christopher (2004). "Jones, Sir Edward Coley Burne-, first baronet (1833–1898)". Oxford Dictionary of National Biography. Oxford: Oxford University Press. 2008年6月22日閲覧。
5. ↑  Wildman, Edward Burne-Jones, p. 114
6. ↑  Flanders, Circle of Sisters, p. 118-120.
7. ↑  Flanders, Circle of Sisters, p. 136
8. ↑  1911 Encyclopædia Britannica
9. ↑  "No. 26988". The London Gazette (英語). 19 July 1898. p. 4396. 2008年9月25日閲覧。
10. ↑  Dale, Brighton Churches, p. 212